# Гожан (Пермский край)
Гожан — деревня в Куединском районе Пермского края. Входит в состав Шагиртского сельского поселения.

## Географическое положение
Расположена на реке Гожанка, примерно в 12 км к северу от села Старый Шагирт и в 31 км к северо-западу от Куеды.

## Население
| 2010 |
| ---- |
| 513  |

## Топографические карты
- Лист карты P-40-123.